# 路标转换派
路标转换派（俄語：Сменовеховцы）是白俄移民社區出現的一场政治运动。1921年7月，一个白俄移民团体在布拉格出版了一本名為《路标转换》（Smena Vekh）的文集。名字來源於1909年的出版物《路標》。同年，文集作者在巴黎出版了《路标转换》杂志。路标转换派的名稱來自於此。這些白俄移民因當時蘇維埃俄國实行新经济政策，所以這些人表示愿意同蘇維埃俄國合作。